# Alberto Guarnieri
Alberto Guarnieri (Parma, 1955) è un giornalista e scrittore italiano.

## Biografia
Ha studiato all'Università di Bologna per ottenere la laurea presso la facoltà di Lettere e Filosofia.
Appassionato del mondo del cinema, ha partecipato alla creazione del Salso Film e TV Festival, diretto da Adriano Aprà, per cui ha poi realizzato alcuni documentari.
Assunto per occuparsi della programmazione cinematografiche di Telereggio Emilia Nord, col passaggio dell'emittente a Rete 4, allora di proprietà Mondadori, si è dedicato al giornalismo di cronaca, venendo quindi assunto nel 1982 da Piero Ottone alle gazzette locali di Mondadori.
Nel 1986, diventato quindi giornalista professionista, passa al Resto del Carlino dove svolge incarichi come inviato regionale su Parma, Modena e la riviera Adriatica.
Dopo un breve periodo di pausa dalla sua professione, durante la quale segue per lo più la comunicazione della squadra di basket di Serie A Cantine Riunite, collabora con l’allora sindaco, di Reggio Emilia, Giulio Fantuzzi per la campagna che lo ha portato a diventare poi deputato europeo, viene chiamato al Messaggero. Qui, per lungo tempo, ha tenuto tre rubriche settimanali di commento su televisione, sport e mondo dei media, guidando prima la redazione dal 1990 al 1992 a Ravenna, e poi, nel 2003, a Roma.
Nel 2008 per Mursia contribuisce alla stesura del volume a più voci intitolato La grande avventura della pay tv.
Nel 2010 e 2011, pubblica per Odoya di Bologna, La nuova televisione (2010) e Guida al digitale terrestre (2011), saggi che illustrano e commentano il passaggio al nuovo sistema di trasmissione televisivo italiano. Per lo stesso editore, sempre nel 2011, realizza il graphic novel intitolato 1975 Un delitto emiliano, disegnato da Emilio Laguardia.
Collabora poi con diverse realtà: dal pittore Nani Tedeschi per la creazione di un portfolio di testi e disegni su Italo Balbo e le trasvolate atlantiche fino a svolgere attività di sceneggiatore e collaboratore col sito Huffington Post in veste di commentatore.
Nel 2014 idea la mostra multimediale itinerante "Mari e cieli di Balbo" dedicata alla trasvolata atlantica del 1933, insieme al pittore Nani Tedeschi. La mostra viene ospitata in nove città italiane e all’estero a Montréal, Chicago e Praga .
Nel 2015 pubblica con Edizioni Segni d'Autore il Graphic Novel Balbo il Volo del Destino, con i disegni di Leonardo M. Grassi.
Nel 2016, per lo stesso editore, pubblica le graphic novel Le Reggiane. L'avventura di una fabbrica italiana, con Micol Pallucca e Leonardo M. Grassi, nel 2017 pubblica Baracca e il barone, con Paolo Nurcis e Luca Vergerio. 
Nel 2022 pubblica per Meridiano Zero il romanzo Omicidio alla Rai  e nel 2023, per lo stesso editore, pubblica Ultima fermata Dubai , considerato da molti come il sequel di Omicidio alla Rai  pubblicato nell'anno precedente.
Nel 2024 per l'Aeronautica militare, pubblica la storia dei dirigibili a fumetti, Domatori di giganti, con Paolo Nurcis, Virginia Bua e Viviana Di Chiara, edita da Rivista Aeronautica.
A Roma si occupa soprattutto di cronaca, costume, attualità e viene incaricato di curare il servizio politico su tutto campo di Rai e televisione, dallo spettacolo alle questioni normative, scrivendo complessivamente circa duemila articoli.

## Opere
- La nuova televisione:  il passaggio al digitale terrestre, Alberto Guarnieri, Angiolino Lonardi, Bologna, Odoya, 2010, ISBN 978-8862880749
- Guida al digitale terrestre, Bologna, Odoya, 2011[Libro inesistente, è probabile che sia quello sopra]
- Le Reggiane. L'avventura di una fabbrica italiana, di Alberto Guarnieri, Micol Palluca, Luigi Grasselli, Adriano Riatti, Paolo Riatti, Leonardo Marcello Grassi, Edizione Segni d'Autore, 2016, ISBN 978-8898529254
- Baracca e il Barone, Alberto Guarnieri, Paolo Nurcis, Luca Vergerio, Edizioni Segni d'Autore, 2017, ISBN 978-8898529315
- Omicidio alla Rai, Bologna, Meridiano Zero, 2022, ISBN 978-8882374969
- Ultima fermata Dubai, Città di Castello, Meridiano Zero, 2023, ISBN 978-8882375218
- Domatori di giganti, Alberto Guarnieri, Paolo Nurcis, Virginia Bua, Viviana Di Chiara, Rivista Aeronautica, 2024, ISBN 978-8888180991

Fumetti
- 1975 - Un delitto emiliano, (con introduzione di Lucio Dalla, postfazione di Luca Telese e disegni di Emilio Laguardia), Bologna, Odoya, 2011, ISBN 978-8862881111
- Balbo il Volo del Destino, (con disegni di Leonardo M. Grassi), Roma, Edizioni Segni d'Autore, 2015, ISBN  978-8898529124

Collaborazioni
- Tullio Camiglieri, La grande avventura della pay tv, Ugo Mursia Editore, Milano, 2008, ISBN 978-8842540120